# Lisa Hamburg
Lisa Hamburg (* 10. September 1890 in Berlin; † 1942 im KZ Auschwitz-Birkenau) war eine deutsche Klassische Archäologin.
Lisa Hamburg, die Tochter des jüdischen Arztes Joseph Hamburg (1853–1913) und der Anna geb. Meyer, besuchte von 1896 bis 1902 die Vorschulklasse des Königlichen Luisengymnasiums Berlin sowie (nach einem Jahr Privatunterricht) von 1903 bis 1906 die Auguste-Viktoria-Schule in Charlottenburg. Nach der Reifeprüfung studierte sie an der Berliner Friedrich-Wilhelms-Universität Geschichte und Klassische Philologie, wobei sie sich besonders auf die griechische Sprache konzentrierte. 1910 bestand sie das Examen Graeco-Latinum. 1911 wechselte sie an die Universität Bonn, wo sich ihr Studienschwerpunkt zur Philosophie und Archäologie verlagerte. Ihr Mentor war der Professor der Archäologie Georg Loeschcke, der 1912 nach Berlin berufen wurde. Lisa Hamburg kehrte für drei Semester an die Berliner Universität zurück und ging dann 1913 an die Universität Halle (Saale), wo sie bei den Philologen Georg Wissowa und Otto Kern und besonders bei dem Archäologen Carl Robert studierte. Beim Ausbruch des Ersten Weltkriegs unterbrach sie ihr Studium für drei Semester und zog nach Berlin zu ihrer Mutter; der Vater war schon im Vorjahr gestorben. Im Frühjahr 1916 schloss sie ihr Studium in Halle mit der Promotion zum Dr. phil. ab (Rigorosum am 29. Juni). Ihre Dissertation über Etruskische Urnen widmete sie ihrem Mentor Carl Robert.
Nach der Promotion lebte Hamburg als Privatgelehrte in Berlin-Wilmersdorf bei ihrer Mutter. Sie setzte ihre archäologische Forschungsarbeit fort, unter anderem als Wissenschaftliche Hilfskraft für den Band 3 der Antiken Sarkophagreliefs. Für Paulys Realenzyklopädie der klassischen Altertumswissenschaft (RE) verfasste sie zwei Artikel: Katharmos (1919) und Sarkophage (1920). Sie gehörte der Archäologischen Gesellschaft zu Berlin an.
Nach der Machtergreifung der Nationalsozialisten emigrierte Hamburg 1934 nach Paris. Nach der Besetzung Frankreichs durch die deutsche Wehrmacht im Zweiten Weltkrieg wurde Lisa Hamburg im Sammellager Drancy interniert. Am 29. Juli 1942 wurde sie mit einem Transport ins KZ Auschwitz-Birkenau deportiert.

## Schriften (Auswahl)
- Observationes hermeneuticae in urnas Etruscas. Berlin 1916 (Dissertation) (Volltext)
- Katharmos. In: Paulys Realencyclopädie der classischen Altertumswissenschaft (RE). Band X,2, Stuttgart 1919, Sp. 2513–2519.
- Sarkophage. In: Paulys Realencyclopädie der classischen Altertumswissenschaft (RE). Band I A,2, Stuttgart 1920, Sp. 2530–2542.